# César Ferrando
César Ferrando Giménez, né le 25 juillet 1959 à Tavernes de la Valldigna (province de Valence, Espagne), est un joueur espagnol de football reconverti en entraîneur. Il a joué en première division avec Valence CF et le CE Sabadell. Il a entraîné l'Atlético de Madrid, entre autres.

## Biographie

### Joueur
César Ferrando était milieu de terrain. Il joue au Valence CF entre 1980 et 1984.
Il met un terme à sa carrière de joueur en 1991 dans les rangs de l'Ontinyent CF.

### Entraîneur
César Ferrando entraîne le CF Gandía entre 1997 et 2000.
Entre 2000 et 2002, il entraîne l'équipe réserve de Valence CF.
En 2002, il rejoint l'Albacete Balompié jusqu'en 2004.
Il entraîne l'Atlético de Madrid lors de la saison 2004-2005. Le club finit à la onzième place en championnat.
Entre 2005 et 2007, il entraîne une nouvelle fois l'Albacete Balompié.
En 2008, il rejoint le Gimnàstic de Tarragona où il reste jusqu'en 2010.
En 2012, il entraîne brièvement l'Elche CF.

## Palmarès
- Supercoupe de l'UEFA :
  - Vainqueur : 1980.